# The Weathermen
The Weathermen war ein belgisches Musikprojekt, das 1985 in Brüssel gegründet wurde. Die Band spielte Musik zwischen New Wave, Electro-Pop und diversen Funk-Anleihen. Manche ihrer Stücke, darunter (Let Them Come to) Berlin, werden der EBM zugerechnet.

## Hintergrund
The Weathermen wurde in der Mitte der 1980er-Jahre von dem belgischen Musiker und Produzenten Jean-Marc Lederman (alias Jimmyjoe Snark III, Kid Montana) und dem Sänger und Multimediakünstler Bruce Geduldig gegründet. Geduldig, der unter dem Pseudonym Chuck B firmierte, war Mitglied der kalifornischen Band Tuxedomoon, die während der 1980er-Jahre in Brüssel residierte.
The Weathermen wurde aus Marketinggründen als US-amerikanischer Newcomer gehandelt, obwohl einzig Bruce Geduldig – geboren in Sacramento – US-amerikanische Wurzeln hatte. Ihr größter Hit war das im Jahre 1987 erschienene Poison, ein von Funk-Musik beeinflusstes Hip-Hop-Stück, das 1988 von Michael Münzing und Luca Anzilotti (OFF, 16 BIT) remixed wurde und in den deutschen Singlecharts aufstieg.
Nachdem The Weathermen ihre musikalischen Aktivitäten zu Beginn der 1990er-Jahre zunächst eingestellt hatten, starteten sie Mitte der 2000er kurzzeitig ein Comeback. Bruce Geduldig verstarb im März 2016 im Alter von 63 Jahren an den Folgen einer Lebererkrankung.

## Diskografie

### Studioalben
- Ten Deadly Kisses (1986)
- The Black Album According to The Weathermen (1988)
- Beyond The Beyond (1990)
- Global 851 (1992)
- Deeper with The Weathermen (2004)
- Embedded With The Weathermen (2006)

### Singles / EPs
- Old Friend Sam  (1985)
- Deep Down South  (1985)
- This Is The Third Communique (Berlin)  (1986)
- Take It Off!  (1986)
- Poison  (1987)
- Punishment Park  (1988)
- Bang!  (1989)
- Heatseeker  (1990)
- Once for The Living (1990)
- Around the World (1992)
- Daytime TV (2005)
- Ultimate Poison EP (2010)

### Kompilationen
- The Last Communiqué from The Weathermen (2007)